# Przestrzeń liniowo-topologiczna

Każdy punkt przestrzeni liniowo-topologicznej daje się przedstawić jako pewne przesunięcie zera. Przesunięcie jest homeomorfizmem, więc badanie własności punktów przestrzeni liniowo-topologicznych sprowadza się do badania otoczeń zera

Przestrzeń liniowo-topologiczna – przestrzeń liniowa z określoną w niej topologią, dla której działania dodawania wektorów i mnożenia przez skalar są ciągłe. O topologii dodatkowo zakłada się, że każdy punkt tej przestrzeni jest zbiorem domkniętym, innymi słowy przestrzeń spełnia pierwszy aksjomat oddzielania.
Można udowodnić, że każda przestrzeń liniowo-topologiczna jest przestrzenią Hausdorffa, a nawet jest przestrzenią regularną. Grupa addytywna przestrzeni liniowo-topologicznej jest grupą topologiczną. Każda przestrzeń unormowana (a więc np. dowolna przestrzeń Banacha czy Hilberta) jest przestrzenią liniowo-topologiczną.
Przestrzenie liniowo-topologiczne są głównym obiektem badań analizy funkcjonalnej. Najczęściej rozważane są przestrzenie liniowo-topologiczne będące przestrzeniami funkcyjnymi.

## Definicja
Niech {\displaystyle (X,+,\cdot )} będzie przestrzenią liniową nad ciałem {\displaystyle K} liczb rzeczywistych bądź zespolonych i niech {\displaystyle \tau } będzie topologią w zbiorze {\displaystyle X.}
Przestrzeń {\displaystyle (X,+,\cdot ,\tau )} nazywa się przestrzenią liniowo-topologiczną, gdy {\displaystyle (X,\tau )} jest T1-przestrzenią oraz dodawanie {\displaystyle +\colon X\times X\to X} i mnożenie przez skalar {\displaystyle \cdot \colon K\times X\to X} są ciągłe (w sensie odpowiednich topologii produktowych).

## Własności
Dla każdego punktu {\displaystyle x_{0}\in X} i każdego skalara {\displaystyle \alpha \in K\setminus \{0\}} odwzorowania: {\displaystyle x\mapsto x+x_{0},\;x\in X} i {\displaystyle x\mapsto \alpha x,\;x\in X} są homeomorfizmami przestrzeni {\displaystyle X} na przestrzeń {\displaystyle X.} Zasadne jest więc badanie pewnych własności przestrzeni liniowo-topologicznych tylko w odniesieniu do otoczeń zera, gdyż analogiczne wyniki przenoszą się w naturalny sposób przez homeomorfizmy na inne punkty. Domknięcie podprzestrzeni liniowej przestrzeni liniowo-topologicznej jest nadal jej podprzestrzenią. Dowodzi się także, że dowolne rozłączne domknięte i zwarte podzbiory przestrzeni {\displaystyle X} dają się oddzielać zbiorami otwartymi.

### Zbiory ograniczone
Nie każda przestrzeń liniowo-topologiczna jest metryzowalna, więc istnieje potrzeba wprowadzenia ogólniejszej definicji zbioru ograniczonego.
Zbiór {\displaystyle A} nazywa się ograniczonym, gdy dla każdego otoczenia zera {\displaystyle U\subseteq X} istnieje {\displaystyle \alpha \in (0,\infty ),} że {\displaystyle A\subseteq \alpha U=\{\alpha u\colon \;u\in U\}.}
Można wykazać, że jeśli {\displaystyle X} jest jednocześnie przestrzenią unormowaną, to definicja ta jest równoważna klasycznej definicji zbioru ograniczonego. Nie jest na ogół prawdą, że jeśli {\displaystyle X} jest jednocześnie przestrzenią metryczną, to powyższa definicja jest równoważna klasycznej definicji zbioru ograniczonego, nie musi być to prawda nawet wtedy, gdy metryka {\displaystyle \varrho } na {\displaystyle X} jest niezmiennicza, tzn. spełnia warunek {\displaystyle \varrho (x,y)=\varrho (x+z,y+z)} dla {\displaystyle x,y,z\in X.}

#### Charakteryzacja zbiorów ograniczonych
Równoważnie, zbiór {\displaystyle A} jest ograniczony wtedy i tylko wtedy, gdy dla każdego otoczenia zera {\displaystyle U\subseteq X} istnieje takie {\displaystyle \alpha \in (0,\infty ),} że dla każdego {\displaystyle \beta \in [\alpha ,\infty )} zbiór {\displaystyle A} zawiera się w zbiorze {\displaystyle \beta U.}
Ograniczony podzbiór przestrzeni liniowo-topologicznej można także scharakteryzować w sposób równoważny, nieco bliższy intuicji:
Zbiór {\displaystyle A\subseteq X} jest ograniczony wtedy i tylko wtedy, gdy
{\displaystyle \lim _{n\to \infty }\alpha _{n}x_{n}=0}
dla każdego ciągu {\displaystyle (x_{n})_{n\in \mathbb {N} }} elementów tego zbioru i każdego ciągu {\displaystyle (\alpha _{n})_{n\in \mathbb {N} }} elementów ciała {\displaystyle K,} zbieżnego do zera.

### Zbiory zbalansowane
Zbiór {\displaystyle A\subseteq X} nazywa się zbalansowanym, gdy dla każdego {\displaystyle \alpha \in K} takiego, że {\displaystyle |\alpha |\leqslant 1} zbiór {\displaystyle \alpha A\subseteq A.}
Domknięcie zbioru zbalansowanego jest zbiorem zbalansowanym. Wnętrze zbioru zbalansowanego jest zbiorem zbalansowanym, o ile zawiera ono zero. Dodatkowo, każde otoczenie zera zawiera zbalansowane otoczenie zera, a każde wypukłe otoczenie zera zawiera otoczenie będące jednocześnie zbiorem wypukłym i zbalansowanym.

## Klasy przestrzeni liniowo-topologicznych
W literaturze matematycznej, często spotyka się następujące nazewnictwo związane z przestrzeniami liniowo-topologicznymi. Mówi się, że przestrzeń liniowo-topologiczna (X, τ) jest:
- lokalnie wypukła, gdy w X istnieje baza otoczeń, której elementy są zbiorami wypukłymi;
- lokalnie ograniczona, jeśli zero ma ograniczone otoczenie;
- lokalnie zwarta, jeśli zero ma otoczenie, którego domknięcie jest zwarte;
- F-przestrzenią[a], jeśli τ jest zadana przez zupełną, niezmienniczą metrykę;
- przestrzenią Frécheta[a] jeśli jest lokalnie wypukłą F-przestrzenią;
- normowalna, jeśli w X istnieje taka norma, że metryka zadana przez tę normę jest zgodna z τ (zob. twierdzenie Kołmogorowa o normowaniu przestrzeni liniowo-topologicznych). Ważną podklasą przestrzeni normowalnych jest klasa przestrzeni Banacha.
- przestrzenią mającą własność Heinego-Borela, gdy każdy domknięty i ograniczony jej podzbiór jest zwarty.

Każda przestrzeń lokalnie ograniczona ma przeliczalną bazę otoczeń. Przestrzeń X jest natomiast normowalna wtedy i tylko wtedy, gdy jest lokalnie wypukła i lokalnie ograniczona. Przestrzeń X ma skończony wymiar wtedy i tylko wtedy, gdy jest lokalnie zwarta. Jeśli lokalnie ograniczona przestrzeń X ma własność Heinego-Borela, to ma skończony wymiar.

## Przykład
Produkt dowolnej rodziny przestrzeni liniowo-topologicznych jest nadal przestrzenią liniowo-topologiczną.
Na przykład przestrzeń {\displaystyle X} wszystkich funkcji rzeczywistych {\displaystyle f\colon \mathbb {R} \to \mathbb {R} } może być utożsamiany z przestrzenią {\displaystyle \mathbb {R} ^{\mathbb {R} },} wyposażoną w topologię Tichonowa. Topologię na {\displaystyle X} nazywa się topologią zbieżności punktowej (zob. zbieżność punktowa ciągu funkcji). Przestrzeń ta nie jest metryzowalna, a więc i nie normowalna.